# Ulrich Finsterwalder
Ulrich Finsterwalder (Munique, 25 de dezembro de 1897 – Munique, 5 de dezembro de 1988) foi um engenheiro civil alemão.

## Vida
Ulrich Finsterwalder, filho do geodesista e professor de matemática Sebastian Finsterwalder e irmão do arquiteto Eberhard Finsterwalder bem como do geodesista Richard Finsterwalder, obteve o Abitur em 1916. Em seguida participou da Primeira Guerra Mundial. De 1918 a 1920 esteve aprisionado pelos franceses e estudou depois engenharia civil até 1923 na Universidade Técnica de Munique. Após obter o diploma em 1923 iniciou sua carreira profissional como engenheiro estrutural e construtor na Dyckerhoff & Widmann.

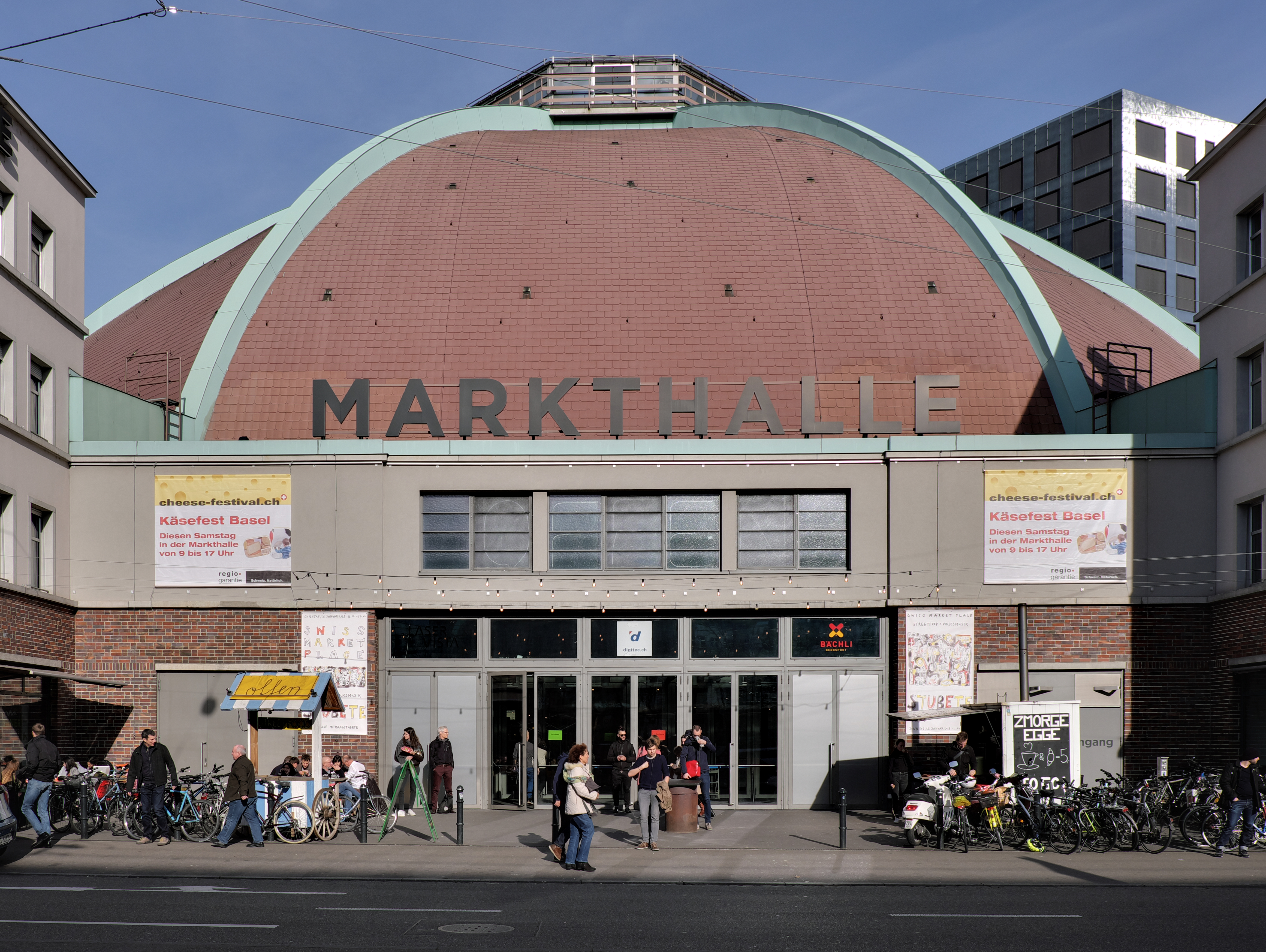
Markthalle, Basileia

Com Franz Dischinger trabalhou inicialmente com o projeto de cúpulas, construídas entre outras na Carl Zeiss em Jena e na Markthalle Basel (60 m de vão). Em 1930 obteve um doutorado sob orientação de Ludwig Föppl com uma tese sobre cálculo de deformações em segmentos de cascas esféricas.

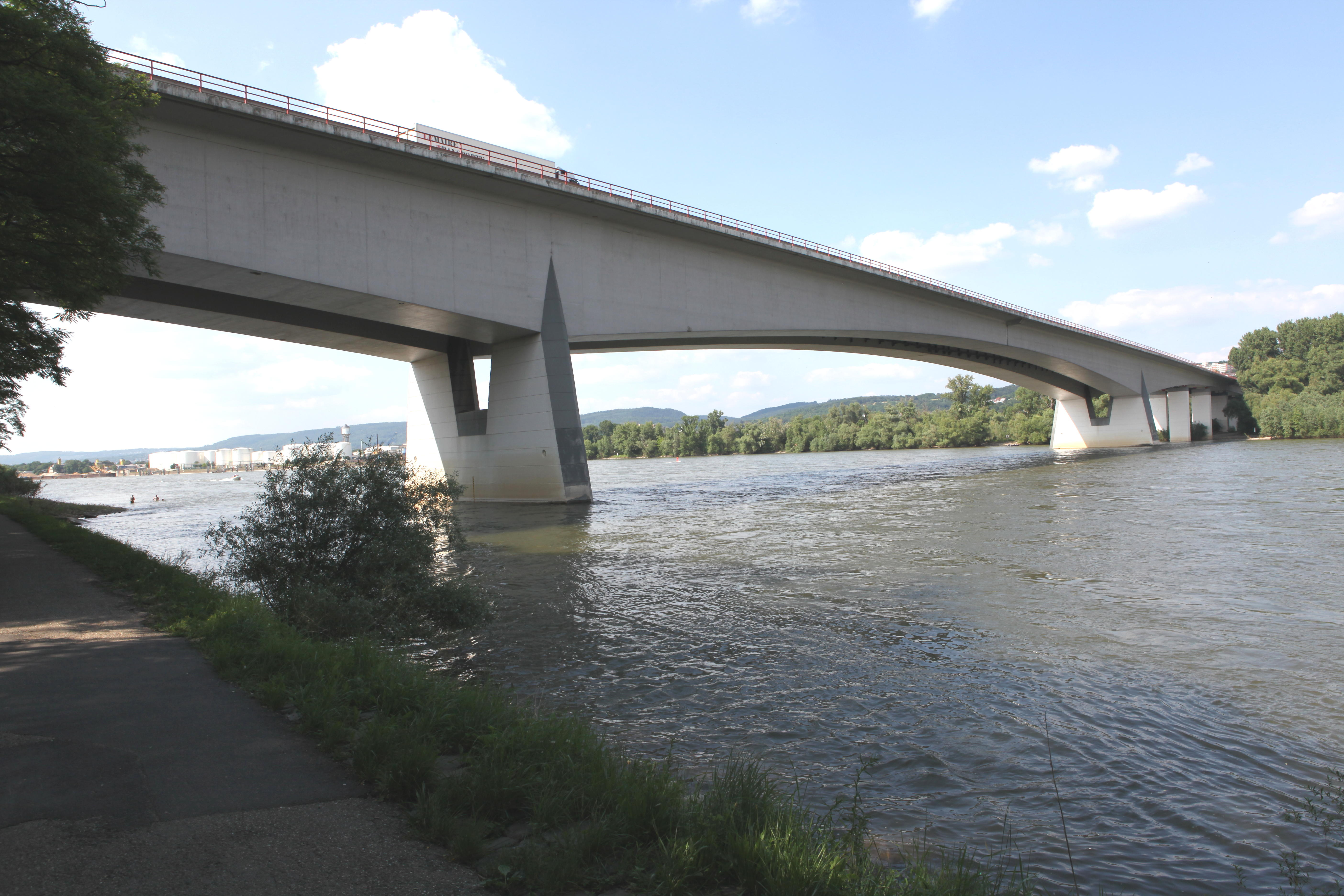
Die Bendorfer Brücke über den Rhein bei Koblenz